# Melvin Spencer Newman
Melvin Spencer Newman (New York, 3 ottobre 1908 – Columbus, 30 maggio 1993) è stato un chimico statunitense, noto soprattutto per la proiezione di Newman, metodo di rappresentazione delle molecole che ne porta il nome.

Proiezione di Newman (a destra)

Nacque a New York ma, poco dopo la sua nascita, si trasferì con la famiglia a New Orleans, in Louisiana. A 14 anni tornò a New York e iniziò a frequentare la "Riverdale County School". Studiò con grandi successi all'università di Yale dove ottenne la laurea con lode.